# Mycena epipterygia
Mycena epipterygia (Scop.) Gray, A Natural Arrangement of British Plants (London) 1: 619 (1821) var. epipterygia

## Descrizione della specie
Cappello
Striato, denticolato al margine, campanulato, esile, colorato da roseo a bruno od ocra, ricoperto da una pellicola trasparente e vischiosa, completamente asportabile.
Lamelle
Bianche, rotondato-annesse al gambo.
Gambo
Fistuloso, ricoperto di una pellicola vischiosa e separabile, concolore al cappello o giallo-oro-rosato.
Carne
Biancastra o gialla, sottile.
- Odore: ammoniacale.
- Sapore: non particolare.

Spore

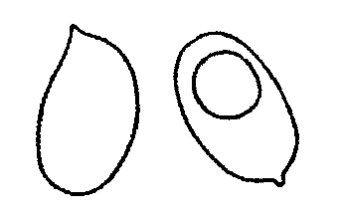
Spore di M. epipterygia

Ellissoidali, bianche in massa, 8-12 x 4-6 µm.

## Habitat
Cresce cespitoso, in estate-autunno, su foglie e detriti vegetali sotto conifere.

## Commestibilità
Non commestibile, insignificante, date le sue dimensioni.

## Etimologia
Dal greco epi = sopra e pterix = ala (protezione), per il cappello ricoperto da una pellicola vischiosa protettiva.

## Sinonimi e binomi obsoleti
- Agaricus citrinellus Pers., Icones et Descriptiones Fungorum Minus Cognitorum (Leipzig) 2: 44 (1800)
- Agaricus citrinellus var. candidus Weinm., Hym. à Gast. Imp. Ross. Obs.: 118 (1836)
- Agaricus epipterygius Scop., Fl. carniol., Edn 2 (Vienna) 2: 455 (1772)
- Agaricus flavipes Sibth., Hymenomyceten aus Südbayern, VIII. teil: 365 (1794)
- Agaricus nutans Sowerby, Coloured figures of English Fungi or Mushrooms (London) 1: tab. 92 (1797)
- Agaricus plicatocrenatus Fr., Monographia Hymenomycetum Sueciae 2: 294 (1863)
- Mycena citrinella (Pers.) P. Kumm., Führer Pilzk.: 109 (1871)
- Mycena citrinella var. candida (Weinm.) Gillet, Hyménomycètes (Alençon): 258 (1876)
- Mycena epipterygia (Scop.) Gray, A Natural Arrangement of British Plants (London) 1: 619 (1821)
- Mycena plicatocrenata (Fr.) Gillet, Hyménomycètes (Alençon): 257 (1876)
- Mycena splendidipes Peck, Bull. N. Y. St. Mus. 167: 28 (1913)
- Mycena viscosa Secr. ex Maire, Bulletin de la Société Mycologique de France 26: 162 (1910)